# Dal (jacht)
Dal – slup na którym w latach 1933/1934 Andrzej Bohomolec, Jerzy Świechowski i Jan Witkowski przepłynęli Atlantyk.
Jacht Dal był 8,5-metrowym slupem o szerokości 2,15 m, zanurzeniu 1,3 m, wyporności 4,5 t i powierzchni żagli 45m². Cena kupna (wraz z późniejszymi remontami) wynosiła ok. 11 000 zł (PLZ).
Bohomolec chciał, żeby Dal została w USA jako symbol Polski morskiej[wymaga weryfikacji?]. Za 1623,40 dolarów sprzedał jacht Zjednoczeniu Polskiemu Rzymskokatolickiemu i chociaż suma ta nie równoważyła wartości łodzi, cel osiągnął: do 1941 Dal stała w miejscu wystawowym na wodzie, później na lądzie przed chicagowskim Museum of Science and Industry (Muzeum Wiedzy i Przemysłu), a od 1942 do 1967, przez przeszło 20 lat, wewnątrz Muzeum w dziale Transportu. W 1967 Muzeum zrezygnowało z wystawiania Dali: jeśli nie znalazłby się nikt, kto mógłby ją przejąć, jacht miał zostać spalony. Wtedy plan przejęcia „Dali” wyremontowanie jej własnym kosztem i pracą, a następnie przekazanie Centralnemu Muzeum Morskiemu w Gdańsku zgłosił Ireneusz Gieblewicz (ur. 7 września 1935), żeglarz, jachtowy sternik morski, od 1966 mieszkający w USA.
Swoje zamierzenie Gieblewicz wykonał. W 1980 Dal została przetransportowana na pokładzie statku „Bronisław Lachowicz” do Bremerhaven. Stamtąd do Kanału Kilońskiego Gieblewicz popłynął sam, a dalej – z Edwardem Waszkiewiczem – przez Szwecję, Szczecin, Świnoujście do Gdyni. Na ostatnim etapie rejsu, ze Szczecina do Gdyni i Gdańska, Dalą dowodził Wojciech Jacobson, a w załodze byli: Ireneusz Gieblewicz, Barbara Gieblewicz (jego żona) i Wiktor Rachubiński z JK AZS Szczecin. Odcinek Świnoujście – Hel Dal przebyła w 33 godziny (średnia prędkość 6,06 w). 16 sierpnia 1980 Ireneusz Gieblewicz zameldował na kei Basenu Jachtowego im. Zaruskiego w Gdyni, że po 47 latach jacht Dal powrócił do Polski. Akt darowizny Dali Centralnemu Muzeum Morskiemu Gieblewicz podpisał w Gdańsku 19 września 1980.
Jacht został umieszczony na zewnątrz Centralnego Muzeum Morskiego (Narodowe Muzeum Morskie) w Gdańsku, gdzie był eksponowany przez 4 lata. W 1985 jacht został umieszczony w hangarze. W 1995 został przewieziony do magazynów w Tczewie. Andrzej Bohomolec nie był obecny podczas powrotu Dali do Polski, ale chcąc symbolicznie zaznaczyć swą obecność, ufundował z tej okazji Kaplicę Ludzi Morza (w kościele Mariackim w Gdańsku), gdzie na płaskorzeźbie, na fali morskiej widoczna jest sylwetka jachtu Dal oraz napis: „Matce Bożej, patronce dalekich mórz i oceanów, kaplicę tę ufundował – żeglarz Andrzej Bohomolec”.
W 2014 jacht przetransportowano do Pucka i wyremontowano.
Od 2016 Dal jest wystawiona w Centrum Konserwacji Wraków Statków w Tczewie (oddział Narodowego Muzeum Morskiego).